# Emil Westerlund
Emil Aleksander Westerlund (ur. 6 lutego 1887 w Vantaa, zm. 18 lutego 1964 w Helsinkach) – fiński zapaśnik. Dwukrotny olimpijczyk. Zajął siódme miejsce w Sztokholmie 1912 i piąte w Antwerpii 1920. Walczył w wadze średniej i półciężkiej.
Triumfator mistrzostw nordyckich w 1925 roku. 
Jego dwóch braci, Kalle Westerlund i Edvard Westerlund, również było zapaśnikami, a także medalistami olimpijskimi.

## Letnie Igrzyska Olimpijskie 1912
| Konkurencja          | Rundy eliminacyjne       | Rundy eliminacyjne | Rundy eliminacyjne | Rundy eliminacyjne      | Rundy eliminacyjne   | Klas. końcowa |
| Konkurencja          | Przeciwnik I             | Przeciwnik II      | Przeciwnik III     | Przeciwnik IV           | Przeciwnik V         | Miejsce       |
| -------------------- | ------------------------ | ------------------ | ------------------ | ----------------------- | -------------------- | ------------- |
| 75 kg styl klasyczny | Theodor Dahlberg (SWE) Z | Axel Frank (SWE) P | Jan Sint (NED) Z   | Alois Totuschek (AUT) Z | Martin Klein (RUS) P | 7.            |

## Letnie Igrzyska Olimpijskie 1920
| Konkurencja        | Rundy eliminacyjne | Rundy eliminacyjne    | Klas. końcowa |
| Konkurencja        | 1/8                | 1/4                   | Miejsce       |
| ------------------ | ------------------ | --------------------- | ------------- |
| 82,5 kg styl wolny | Noel Rhys (GBR) Z  | Walter Maurer (USA) P | 5.            |